# Тюрьма в Гуантанамо
Тюрьма́ в Гуанта́намо (англ. Guantanamo Bay detention camp) — лагерь для лиц, задержанных властями США в различных странах в ходе «войны с терроризмом» и находящихся в заключении, как правило, без предъявления уголовных обвинений и без указания срока. Находится на бессрочно арендуемой США военно-морской базе в заливе Гуантанамо (Куба), в 30 км от одноимённого города. По состоянию на июль 2021 года в тюрьме содержалось 39 человек.

## История тюрьмы

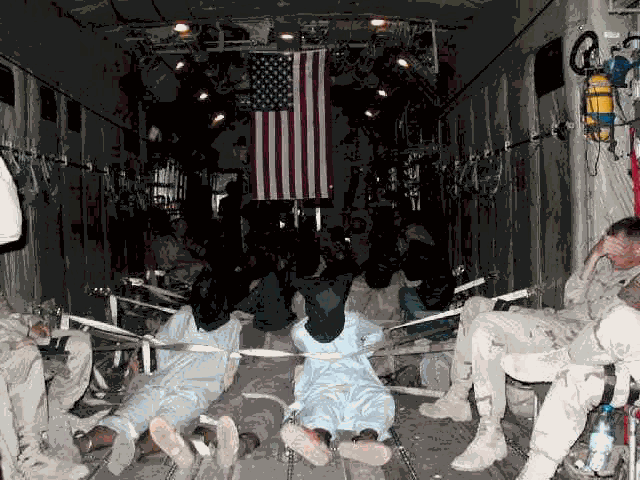
Перевозка заключенных в Гуантанамо на военно-транспортном самолете

Тюрьма появилась в январе 2002 года, когда туда были доставлены из Афганистана первые 20 человек, обвиняемых «в участии в боевых действиях на стороне исламских экстремистов» — талибов.
С 2002 по 2006 год через неё прошло свыше 750 иностранцев, захваченных американскими войсками в ходе операций на территории Афганистана и Ирака. Все они, по утверждению американских военных, участвовали в операциях на стороне «Аль-Каиды» или движения Талибан.

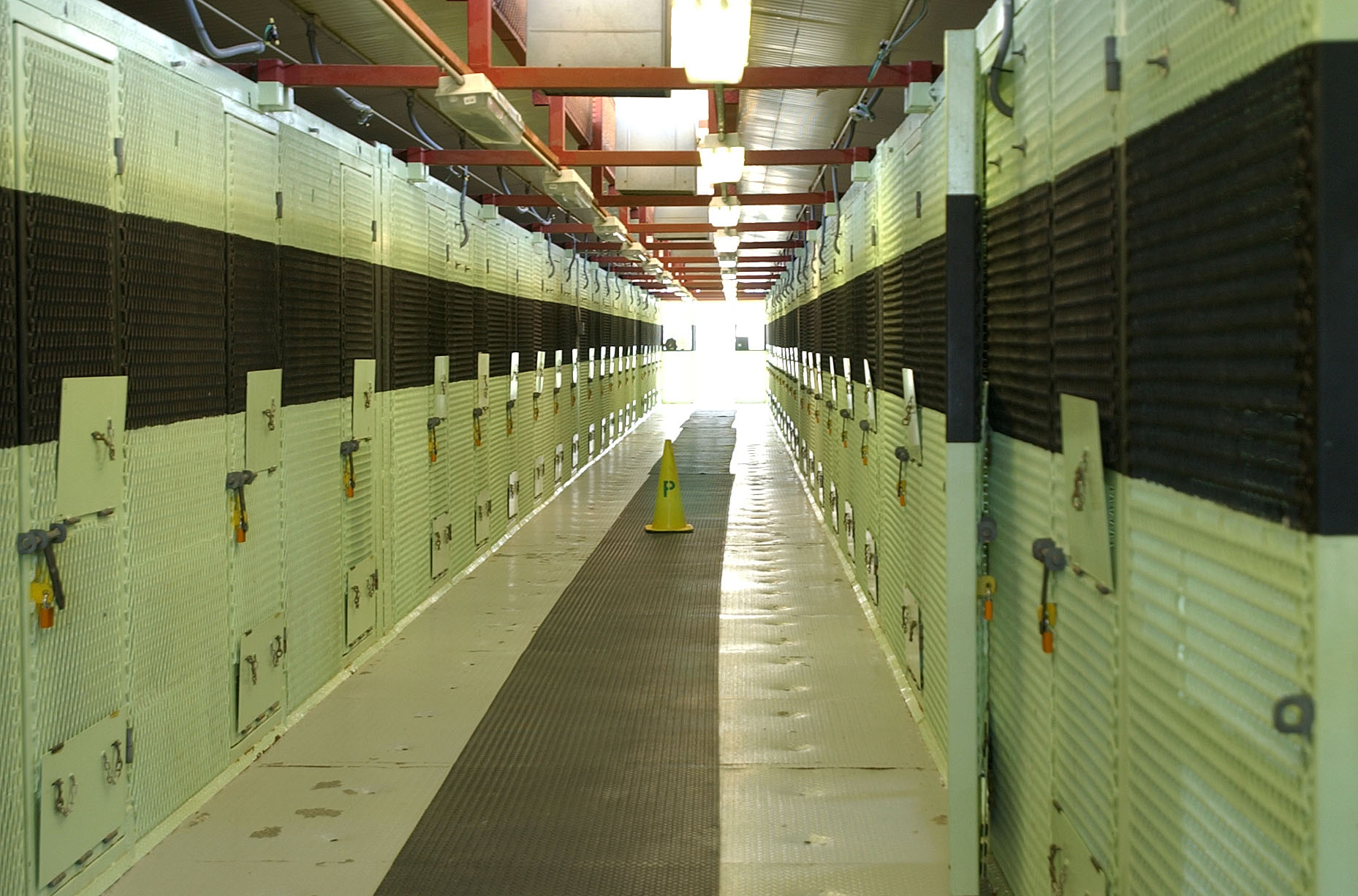
Тюремный коридор

Около 250 человек за это время освободили, перевели в другие тюрьмы или выдали странам, гражданами которых они являются (среди экстрадированных было восемь граждан России).

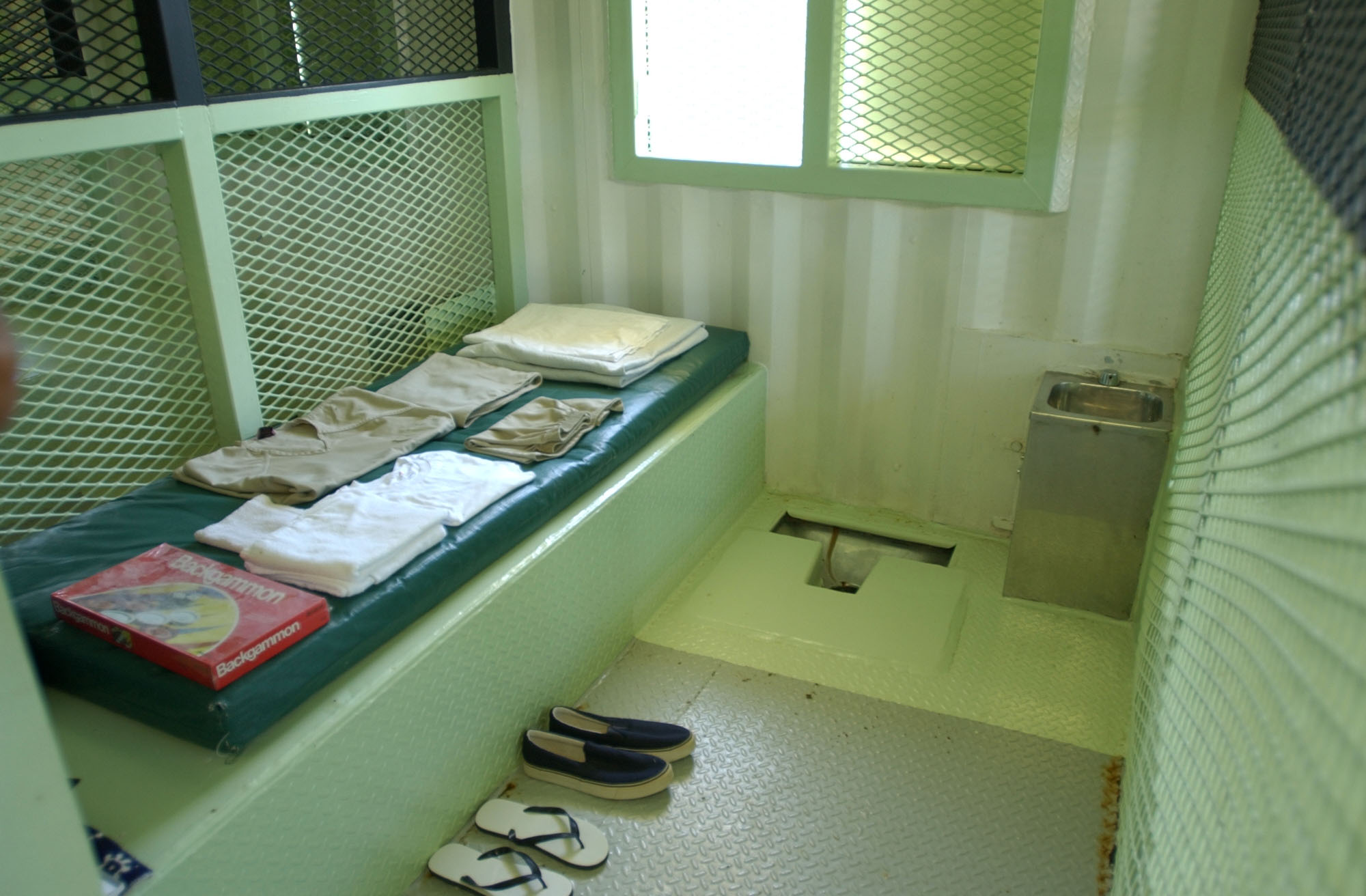
Тюремная камера

Имена остальных до апреля 2006 года держались в строжайшем секрете «по соображениям безопасности». В апреле Пентагон представил список 558 бывших и нынешних заключённых Гуантанамо из 41 страны. По состоянию на апрель 2006, в тюрьме оставалось 490 узников, из которых лишь десяти были предъявлены официальные обвинения. Большинство — граждане Саудовской Аравии (132 человека), Афганистана (125) и Йемена (107).
Гуантанамо также является местом заключения уйгурских сепаратистов, которых США отказываются передавать КНР.
После 2007 года количество заключённых в Гуантанамо стабилизировалось (их осталось около 270 человек), новых заключённых в Гуантанамо не доставляли.
C 2002 по 2021 год девять заключённых тюрьмы в Гуантанамо умерли, причем лишь двое по естественным причинам, а семеро, согласно сообщениям, совершили самоубийство

### Попытка закрытия
21 января 2009 года, на 2-й день пребывания в должности, президент США Барак Обама подписал приказ о расформировании тюрьмы. Лагерь должен был закрыться в течение года. Суды на базе были приостановлены на 120 дней.
5 января 2010 года было сообщено, что около десяти бывших узников Гуантанамо уже воссоединились с «Аль-Каидой» в Йемене. Так, бывший второй человек в йеменской «Аль-Каиде» — это 36-летний Саид Али аш-Шихри, которого выпустили на свободу в 2007 году (17 июля 2013 года убит в результате обстрела беспилотником), а вышедший годом ранее Ибрахим ар-Рубайш стал видным идеологом исламистов. Вскоре в страну вернутся ещё около 100 бывших заключённых этого лагеря, и неизвестно, смогут ли власти удержать их от аналогичного шага. Уроженцы Йемена составляют самую крупную этническую группу среди оставшихся в Гуантанамо арестантов (91 человек из 198). Гористый рельеф, нищета и не признающее законов племенное общество роднят Йемен с Афганистаном и создают перспективу его превращения в новый рассадник терроризма, пишет The Times, ссылаясь на экспертов. По мнению Грегори Джонсена, специалиста по Йемену из Принстонского Университета, «Аль-Каида» пытается использовать Йемен в качестве плацдарма для возобновления активной деятельности в Саудовской Аравии. Власти этой страны гордятся программой реабилитации узников Гуантанамо, после которой ни один из них якобы не возвращается к насилию, однако Джонсен относится к этим заявлениям скептически. Статистика свидетельствует, что все больше выходцев из Гуантанамо после освобождения вновь берется за оружие. Чиновники полагают, что эта тенденция будет иметь продолжение, поскольку на начальных стадиях ликвидации Гуантанамо отпускали лишь самых благонадёжных заключённых; те же, которые остаются в тюрьме до сегодняшнего дня, представляют ещё большую угрозу для безопасности.
Решение об остававшихся 240 заключенных было представлено в отчете рабочей группы под руководством Э. Холдера. Подготовка данного документа была завершена 22 января 2010 года. Всех узников Гуантанамо разделили на несколько категорий.
К первой относились 126 человек, которых было решено под строжайшей охраной перевезти в другие государства (либо на родину, либо в третьи страны). Особую категорию составляли граждане Йемена (их было 30 человек), которые подлежали «условному освобождению». Их планировали в будущем переправить в какую-либо третью страну, которая могла бы гарантировать надежную охрану и в то же время соблюдение прав человека.
К второй категории относились 36 предполагаемых террористов, которые должны были предстать перед федеральным судом или реформированными в соответствии с указом Б. Обамы военными комиссиями.
К третьей категории были отнесены 48 человек, которые, по многочисленным разведывательным данным, были террористами, но против них невозможно было выдвинуть обвинение, поскольку имевшиеся разведданные в качестве доказательств в суде представлены быть не могли (хотя бы потому, что нельзя было оглашать имена тех, кто предоставлял необходимую информацию или давал показания), а иных свидетелей (или свидетельств) не существовало.
Однако 8 декабря 2010 года палата представителей Конгресса выступила против закрытия тюрьмы.
8 января 2011 года Обама подписал принятый Конгрессом закон, которым предусматривается запрещение использования средств американского Министерства обороны на перемещение узников тюрьмы в Гуантанамо на территорию Америки. Кроме того, документ запрещает и перемещение заключённых этой тюрьмы в другие страны за исключением очень ограниченного числа случаев. Новый закон ставит под сомнение возможность закрытия тюрьмы в ближайшем будущем.
По данным на сентябрь 2011 года, в Гуантанамо находился 171 заключенный.
В мае 2012 года на базе Гуантанамо начался суд над Халидом Шейхом Мохаммедом, которого США считают главным организатором терактов 11 сентября 2001 года. Он и четыре его предполагаемых сообщника предстали перед военным судом на базе Гуантанамо, где им предъявлены официальные обвинения.
В конце 2013 года президент США Барак Обама заявил:

С момента вступления в должность я неоднократно призывал конгресс работать с моей администрацией над тем, чтобы закрыть центр содержания заключённых в заливе Гуантанамо на Кубе. Его работа ослабляет национальную безопасность — расходует ресурсы, вредит нашим отношениям с ключевыми союзниками и партнёрами, ободряет приверженных насилию экстремистов
Обама издал указ, предусматривающий закрытие тюрьмы в Гуантанамо. Дональд Трамп, новый президент США, объявил, что отменил это решение. Также Трамп разрешил помещение в тюрьму в Гуантанамо новых задержанных.

## Правовой статус заключённых
Задержанные и доставленные на Гуантанамо лица подлежат суду специальной военной комиссии, а их статус противника (вражеского комбатанта) (enemy combatant) определяет особый трибунал. Оба эти органа сформированы Министерством обороны США. Лицо, признанное противником, может находиться в заключении бессрочно.
Статус заключённых неоднократно оспаривался перед Верховным судом США, в частности, их право на хабеас корпус, которое исполнительная власть отрицала. Суд поддерживал это право (дела Хамди, Расула, Хамдана, Бумедьена). Несмотря на то, что Конгресс США после первых трёх дел принял в 2006 г. закон, лишающий «боевиков»-иностранцев права на хабеас корпус, суд признал применение этого закона неконституционным (2008), а именно, нарушающим положение Конституции США о допустимой «приостановке» права хабеас корпус. Суд также не нашёл уважительной аргументацию правительства, согласно которой действие Конституции не распространяется на Гуантанамо.
7 июля 2004 года заместитель министра обороны США П. Вулфовиц распорядился создать специальные трибуналы для проверки обоснованности присвоения заключенным статуса «вражеских комбатантов». Первое заседание такого трибунала в Гуантанамо состоялось в августе 2004 года. В качестве судей выступали три армейских офицера, которые на основании ими же отобранных свидетельств и в отсутствие адвокатов допрашивали заключенного. По итогам слушаний они принимали решение либо о присвоении ему статуса «вражеского комбатанта» (его дальнейшую судьбу должны были решать уже военные комиссии), либо о возможности рассмотрения вопроса о его освобождении.
24 августа 2004 году состоялось первое заседание военной комиссии, но уже в начале ноября 2004 года федеральный судья Дж. Робертсон вынес постановление, обязывавшее приостановить рассмотрение дела С. Хамдана, якобы работавшего шофером у бен Ладена, на основании того, что военные комиссии в той форме, в которой они были сформированы, «являлись незаконными».
29 марта 2005 года трибуналы отчитались по результатам рассмотрения 558 дел заключенных Гуантанамо: 38 из них подлежали освобождению, оставшиеся 520 были признаны «вражескими комбатантами».
Решения Верховного суда США от 12 июня 2008 года в делах «Бумедьен против Буша» и «Аль Одан против США» дают заключённым из Гуантанамо право поставить под сомнение законность своего содержания под стражей, обратившись в обычные гражданские суды США. В судах США было рассмотрено почти 53 таких дела и в подавляющем большинстве случаев суд вынес решение, предписывающее освободить заключённых Гуантанамо.
После своего вступления в должность в январе 2009 г. новый президент США Барак Обама подписал ряд распоряжений, в соответствии с которыми были сформированы три рабочие группы по вопросам тюрьмы в Гуантанамо.
Рабочая группа по расследованиям подтвердила, что Статья 3, общая для всех Женевских конвенций, является минимальным стандартом, регламентирующим порядок обращения с любым заключённым, находящимся в ведении США в связи с вооружённым конфликтом. В августе 2009 года созданная при рабочей группе оперативная группа завершила свою работу и предоставила рекомендации Министерству юстиции США. Они подтвердили, что Руководящие указания армии США содержат адекватные инструкции лицам, ведущим расследования. Эта оперативная группа также выработала несколько рекомендаций, направленных на снижение риска применения пыток или иных форм дурного обращения в отношении лиц, переданных во власть других государств.

## Обвинения в нарушениях прав человека

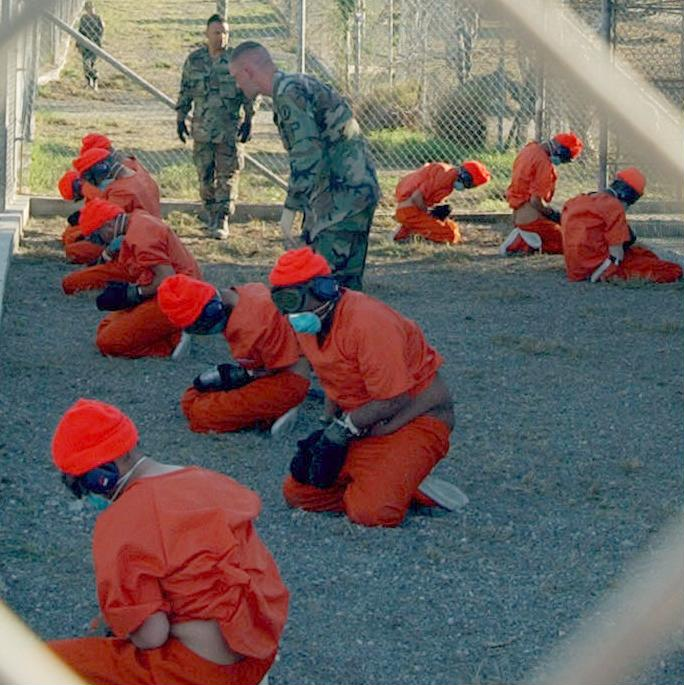
Прибытие задержанных в тюрьму, январь 2002 года

По данным «Международной амнистии» и других правозащитных организаций, а также по свидетельствам [каким?] самих бывших узников, в Гуантанамо к заключённым применяются санкционированные правительством и президентом США пытки, в том числе в виде лишения сна, воздействия громкой музыки. По мнению Пентагона, такое отношение нельзя считать бесчеловечным. Также считается возможным казнить заключённых, которые дали признательные показания под пытками.
Салим Ламрани из университета Сорбонна сообщал о судьбе суданского корреспондента телеканала Аль-Джазира Сами аль-Хаджа, который в 2001 году был помещён в американскую тюрьму. По словам журналиста, уже на базе Баграм американские солдаты длительное время подвергали его жестоким пыткам (регулярные избиения, сексуальные домогательства, угрозы изнасилования, многочасовое стояние на коленях, травля собаками), его также посадили в клетку в холодном авиационном ангаре. Как сказал Сами аль-Хадж, пытки продолжились после перевода в Гуантанамо: ему не давали спать, избивали, не оказывали медицинскую помощь. 1 мая 2008 года он был отпущен и отправлен в Судан, гражданином которого он является. По договорённости с США власти Судана согласились запретить аль-Хаджу работать журналистом и покидать пределы государства. К перечисленным обвинениям в нарушениях прав человека добавляются обвинения в насильственной депортации. Если в отношении уйгуров — граждан Китая было признано, что следствием выдачи их Китаю могут стать пытки и отсутствие справедливого судопроизводства, то в отношении узников — граждан России этого признано не было и семь человек было насильственно депортировано в Россию, где, по заявлению организации Human Rights Watch, они подверглись пыткам и издевательствам.
Фидель Кастро в 2009 году отмечал, что военно-морскую базу Гуантанамо превратили «в центр пыток, ставший известным символом самого жестокого отрицания прав человека».

## Освобождение заключённых
Во время восстания в Ливии 2011 года ливийский министр иностранных дел Муса Мохамад Куса заявил, что на стороне повстанцев воюют около 300 боевиков «Аль-Каиды», ранее отбывавших заключение в Гуантанамо.
К началу 2010 года из тюрьмы было освобождено более 530 человек.
В конце 2009 года освобождение заключённых из тюрьмы стало объектом противоречий после того, как выяснилось, что заместителем лидера террористической организации Аль-Каида на Аравийском полуострове является Саид Али аль-Шихри, ранее содержавшийся в Гуантанамо и освобождённый в 2007 году. Ещё в мае министерство обороны США опубликовало список из 74 бывших заключённых тюрьмы, подозревавшихся в возвращении или вернувшихся к террористической деятельности. По мнению конгрессмена-республиканца Питера Хекстры, основу аравийской ячейки «Аль-Каиды» составляют люди, ранее содержавшиеся в тюрьме Гуантанамо. В январе 2010 года президент США Барак Обама распорядился временно приостановить репатриацию из Гуантанамо граждан Йемена. Также сообщалось, что бывшим узником Гуантанамо является мулла Закир, лидер боевиков движения Талибан в афганской провинции Гильменд.
К сентябрю 2013 года из тюрьмы было освобождено 603 заключённых. Как установлено, 100 человек из этого числа после своего освобождения вернулись к террористической деятельности, и ещё 74 подозреваются в этом.
По состоянию на ноябрь 2015 года, из 107 остававшихся в Гуантанамо заключенных 64 были гражданами Йемена. Из-за гражданской войны в Йемене власти США решили не отправлять освобожденных йеменцев на родину, тогда как другие, например, жители Марокко, Алжира, Кувейта и Саудовской Аравии смогли вернуться домой. Ранее принять йеменцев в случае их освобождения согласились Грузия, Словакия, Оман, Казахстан и ряд стран Латинской Америки. В декабре 2014 года пятеро освобожденных из Гуантаномо узников прибыли в Казахстан. Трое из них являются гражданами Йемена, двое — Туниса. Все они провели в заключении более 10 лет. В 2022 году один из йеменцев, прибывших в Казахстан, Сабри Мухаммад Ибрахим аль-Кураши, пожаловался на то, что в Казахстане он «живет хуже, чем в тюрьме». Он прибыл в город Семей в 2014 году вместе с четырьмя другими бывшими заключенными Гуантанамо. Один из них (Асима Тахита Абдуллу Аль-Халаки) умер от почечной недостаточности через четыре месяца после прибытия. Другой (Лотфи Бин Али) не смог получить необходимую медицинскую помощь в Семее, и в 2021 году его депортировали в Мавританию, где он умер от болезни сердца. К 2022 году Сабри аль-Кураши остался в Семее один. Его часто останавливают полицейские, когда он выходит из своей квартиры, и просят предъявить удостоверение личности, которого у него нет. Иногда его отвозят в полицейский участок, где он вынужден семь или восемь часов ожидать прибытия представителей Красного Креста. Во время одного такого задержания, по словам аль-Кураши, его ударил полицейский за отказ снять куртку. В результате был поврежден лицевой нерв. Аль-Кураши женился по семейной договоренности на женщине из Йемена, с которой он никогда не встречался, потому что ему запрещено покидать Казахстан, а она не может приехать в Казахстан, чтобы жить с ним. Аль-Кураши был арестован пакистанскими силами безопасности в Карачи, он отрицает, что когда-либо был членом «Аль-Каиды». В ноябре 2015 года пятеро освобожденных йеменцев прибыли в ОАЭ.
По состоянию на январь 2022 года, в тюрьме в Гуантанамо содержалось 39 человек, лишь девяти из них были предъявлены обвинения в совершении преступлений. Эксперты ООН по правам человека призвали власти США как можно скорее закрыть эту тюрьму, так как она стала «пятном на репутации правительства США, как страны, приверженной верховенству права».
В тюрьме в разное время содержались 8 граждан России. 7 из них были освобождены в 2004 году, возбуждённые против них в России уголовные дела по обвинению в незаконном переходе границы, наёмничестве и участии в преступном сообществе были прекращены за отсутствием доказательств. По состоянию на 2013 год двое отбывали тюремные сроки за участие в подрыве газопровода в Татарстане, одного судили за участие в нападении на Нальчик (2005), один был убит в ходе спецоперации в Нальчике в 2007 году, двое задержаны по подозрению в причастности к терактам в Татарстане и освобождены за отсутствием улик (по данным СМИ, один из них занимается вербовкой боевиков для участия в гражданской войне в Сирии).
Проведённый в июне 2014 года Институтом Гэллапа опрос общественного мнения показал, что 29 % американцев выступают за закрытие тюрьмы, 66 % — против.

## Упоминание в искусстве
Тюрьма в Гуантанамо является темой или упоминается в некоторых песнях африканских исполнителей. Одноимённая песня группы Die Lunikoff Verschwörung. Песня DJ Zidane из Кот-д’Ивуара «Guantanamo» посвящена этой тюрьме, на песню снят клип — как будто про африканских заключённых в Гуантанамо. Также упоминается в песнях «Eisenfunk — Guantanamo», «Ball and Chain» британской группы The Who, «Zanga zanga» DJ Zidane, «Immooo» Konty DJ, «Guantanamo» группы Venerea, «Same Thing» группы Flobots, «Guantanamo» итальянского техно-музыканта Rexanthony, «Мама-Гуантанама» Михаила Елизарова. У белорусской группы Nizkiz имеется песня с названием «Guantanama». Также у группы OUTLANDISH есть песня Guantanamo. Тюрьма упоминается в песне Crisis американской певицы Anohni.
Упоминается в песне американской панк-рок-группы Star Fucking Hipsters «Never rest in peace».
Ричард Столлман в 2006 году написал протестную песню «Guantanamero» на испанском языке.
Содержанию трёх британских мусульман, которые после 11 сентября 2001 года отправились в Афганистан навестить родственников и были арестованы по обвинению в связях с «Аль-Каидой», посвящён фильм Мата Уайткросса Дорога на Гуантанамо.
В 2014 году был снят фильм про заключённых Гуантанамо «Лагерь „Икс-Рэй“». Сценарист-режиссёр Питер Сэттлер, в главной роли Кристен Стюарт. Премьера фильма состоялась в январе 2014 года на кинофестивале «Sundance».
В одной из миссий игры Splinter Cell: Blacklist задачей игрока является побег из тюрьмы в Гуантанамо.
Главные сюжетные действия в игре Metal Gear Solid V: Ground Zeroes разворачиваются в 1974 году на одном из берегов Кубы на военном предприятии, которое имеет сходство с тюрьмой в Гуантанамо. Это можно заметить из начальной заставки, в которой можно разглядеть баннер с надписью «Camp Omega» и взглянуть на заборы; они покрыты брезентом. Задачей игрока является проникнуть на базу под видом лазутчика и спасти из плена двух заложников, имеющих высокую сюжетную ценность.
«Морская полиция: Спецотдел» (англ. NCIS) — американский телесериал, посвященный деятельности федерального агентства по расследованию преступлений при Министерстве военно-морских сил США, (то есть преступлений, совершённых на флоте, либо с участием американских моряков). В 10 сезоне, 14 серии упоминается тюрьма Гуантанамо. Агенты NCIS получают признание подозреваемого в помощи террористам, при угрозе заключить подозреваемого в тюрьму.
Тюрьма в Гуантанамо упоминается в 10-й серии 2-го сезона сериала «Мыслить как преступник».
Художественный фильм 2021 года «Мавританец» основан на реальной истории заключенного в Гуантанамо Мохаммеда Ульд Слахи.

## Оценки
В феврале 2023 года Washington Post выпустил редакционную статью о следственном изоляторе в Гуантанамо, который был назван пережитком печального периода истории США, а создание тюрьмы — ужасной ошибкой. Издание процитировало мемуары Джорджа Буша, который назвал учреждение орудием пропаганды для врагов США. Было отмечено, что Гуантанамо представляется образцом несправедливости и дает оппонентам возможность обвинить США в лицемерии представляя продвижение страной свободы и демократии не более чем циничным предлогом для участия в корыстном глобальном интервенционизме. По приведенной оценке, стратегия закрытия тюрьмы которая сводится к ожиданию вымирания заключённых по естественным причинам грозит США десятилетиями осуждения и позора.